# Reinfeld (Holsten)
Reinfeld er en kommune i det nordlige Tyskland med knap 8.900 indbyggere (2014)[kilde mangler], beliggende under Kreis Stormarn i den sydøstlige del af delstaten Slesvig-Holsten.

## Geografi
Reinfeld ligger i Metropolregion Hamburg mellem Bad Oldesloe og Lübeck. Den er en statsanerkendt turistby (Erholungsort) kerndt som  Karpfenstadt.
Reinfeld ligger ved bækken Heilsau, som i byen er opstemmet til den ca. 39,5 hektar store sø Herrenteich.

### Trafik
Kommunen krydses i den sydlige ende af motorvejen A1. Bundesstraße 75 (de) går gennem byen, og der er veje til Bad Segeberg, Ratzeburg og Ahrensbök. Byen har station på jernbanelinjen Lübeck–Hamborg.

## Historie
Reinfelds oprindelse går tilbage til år 1186, da grev Adolf III af Schauenburg gav tilladelse til, at cisterciensermunke fra Loccum kloster bosatte sig her og grundlagde klosteret Reynevelde.
Munkene lagde adskillige damme, som de brugte til karpeavl. Men de daværende op til 60 karpedamme ikke var tilstrækkelige til at imødekomme efterspørgslen efter fisk i klosteret, så dette måtte oveni købe store mængder fisk fra Lübeck, fordi det ikke var tilladt for cistercienserne at spise kød. Klosteret som takket være fremsynethed hos dens abbeder hurtigt blev et af de rigeste og mest respekterede i Nordtyskland med omfattende jordbesiddelser i de baltiske lande og i Lüneburg saltområder. Dette ændrede sig på grund af sekularisering under reformationen. I 1581 blev klosteret overdraget til hertug Hans den Yngre (Johann af Plön).
Efter, at klostret var blevet nedlagt i det 16. århundrede, blev en fyrsteborg bygget på samme sted i perioden fra 1599 til 1604. Ved byggeriet anvendte hertugen resterne af klosterkomplekset som byggemateriale.
Efter hertugens død i 1622 tilhørte Reinfeld det lille hertugdømme Slesvig-Holsten-Sønderborg-Plön, som eksisterede i perioden 1676 til 1729 og også omfattede Nordals og dele af Ærø (Nordborg-Plön). Den smukke klosterkirke blev fuldstændig ødelagt ved en dæmningsbrud i 1635. På dets gamle plads blev i 1636 bygget en meget mindre kirke på Eichberg, som lå beskyttet mod oversvømmelser. Da hertugernes Plön-linje døde i 1761, faldt hertugdømmet til kong Frederik V af Danmark.
Reinfeld Slot blev nedrevet i 1775, og stenene herfra blev brugt til opførelse af en administrativ bygning, der blev brugt som skovbrugskontor. I årene 1762-1867 var Reinfeld under dansk styre. Den gamle skole fra 1839, der blev bygget på det tidligere slots plads, stammer fra denne periode.
Reinfeld havde, i 1835 - 720 indbyggere, i 1840 - 779 indbyggere, i 1845 - 870 indbyggere, i 1855 - 925 indbyggere og i 1860 - 972 indbyggere.